# Leo Swane
Leo Swane (født 14. februar 1887 på Frederiksberg, død 20. januar 1968 i Hillerød) var en dansk kunsthistoriker, bror til Sigurd Swane.
Swane blev student 1905 fra Metropolitanskolen, studerede i udlandet, men tog aldrig embedseksamen. Han blev assistent ved Den Kongelige Kobberstiksamling 1912 og inspektør 1919. 1931 efterfulgte han Gustav Falck som direktør for Statens Museum for Kunst, hvilket han var til 1952. Dernæst blev han Ordrupgaards første direktør og gik på pension 1957.
Han har blandt andet udgivet: Dankvart Dreyer (1921), Abildgaard, Arkitektur og Dekoration (1927), Kunstbladet (1927), Kobberstikkeren J.F. Clemens (1929), Fransk Malerkunst fra David til Courbet (1930). Han var redaktør af Kunstbladet 1923-24 og har desuden skrevet talrige artikler og afhandlinger særlig om nyere dansk og fransk kunst.
Han er begravet på Tibirke Kirkegård.